# تگزاس مرکزی
تگزاس مرکزی (انگلیسی: Central Texas) یا منطقه‌مرکزی تگزاس (انگلیسی: Central Region in Texas) بخشی از ایالت تگزاس در آمریکا است که اطراف شهر آستین را در بر می‌گیرد. این منطقه همچنین بخش‌های مشترکی با منطقه تپه‌زاری تگزاس دارد. منطقه کلان‌شهری آستین، برایان-کالج، استیشن، منطقه کلان‌شهری کایلین و منطقه کلان‌شهری ویکو در تگزاس مرکزی قرار دارند.
فورت هود که بزرگ‌ترین پایگاه نظامی ارتش آمریکا در جهان است در نزدیکی شهر کایلین در منطقه تگزاس مرکزی قرار دارد.